# Andrew Wood
Andrew Patrick Wood (Columbus, Misisipi, 8 de enero de 1966 - Seattle, Washington, 19 de marzo de 1990) fue un músico estadounidense, vocalista de las bandas Malfunkshun y Mother Love Bone, pertenecientes al denominado "sonido de Seattle" o grunge. Murió de sobredosis de heroína poco antes de la publicación del primer LP de Mother Love Bone, Apple.

## Trasfondo
En la escena de Seattle de los años 80, Andrew Wood era muy conocido por haber participado en diversas bandas locales. Las principales cualidades de Wood eran su extraordinaria personalidad sobre el escenario, su voz parecida a la de Robert Plant y su sentido del humor.
Durante un tiempo, Andrew Wood fue compañero de piso de Chris Cornell, motivo que les llevó a estrechar aún más su amistad y que, finalmente, impulsó a Cornell a grabar un disco de homenaje a su amigo recién fallecido.
Su álbum favorito de todos los tiempos era Blue Moves de Elton John.

## El disco de homenaje
Tras su muerte, Chris Cornell le escribió dos canciones (Say hello 2 heaven y Reach Down), y posteriormente grabó, junto con Stone Gossard, Jeff Ament, Eddie Vedder, Mike McCready y Matt Cameron (Actualmente Pearl Jam), un total de diez temas para dar origen al disco de homenaje Temple Of The Dog. El nombre está extraído de un verso de la canción Man Of Golden Words de Mother Love Bone.
Gossard, Ament, Vedder y McCready editaron en 1991 el primer álbum de una banda que los haría mundialmente famosos: Pearl Jam; mientras Cornell y Cameron siguieron con Soundgarden hasta 1997, año en que la banda se separó. Sin embargo, Cameron se uniría a Pearl Jam al año siguiente y continúa con ellos en la actualidad.

## Otros homenajes y dedicatorias
- Después de su muerte en 1990, Mother Love Bone se separa y Stone Gossard y Jeff Ament forman Pearl Jam.
- En 1992 sale a la venta el álbum Dirt de Alice In Chains, en el que aparecía la canción Would? dedicada a su muerte.
- En 1994 la banda Candlebox publica el sencillo Far Behind, también dedicada a su muerte.
- Además, Faster Pussycat, banda de Los Ángeles, también dedicó una canción a su muerte, titulada Mr. Lovedog.
- En 1991, sus hermanos Kevin y Brian formaron el grupo The Fire Ants junto con el exbatería de Nirvana Chad Channing, grabando únicamente un EP, titulado Stripped. Los hermanos Wood posteriormente formarían la banda Devilhead.
- En el año 2005 se realiza el documental Malfunkshun: La historia de Andrew Wood, premiado en el festival de cine de Seattle.